# 케이든 보이드
케이든 보이드(Cayden Boyd, 1994년 5월 24일 ~ )는 미국의 배우이다.

## 출연 작품

### 영화
- Exposed (2003)
- 프리키 프라이데이 (2003)
- 미스틱 리버 (2003)
- 엔비 (2004)
- 피구의 제왕 (2004)
- 샤크보이와 라바걸의 모험 3-D (2005)
- 엑스맨: 최후의 전쟁 (2006)
- Have Dreams, Will Travel (2007)
- 반딧불이 정원 (2008) - 애니메이션 영어 더빙
- Expecting Amish (2014)
- 도그 (2022)